# منشأة رزافة
قرية منشاة رزافة هي إحدى القرى التابعة لمركز شبراخيت في محافظة البحيرة في جمهورية مصر العربية. حسب إحصاءات سنة 2006، بلغ إجمالي السكان في منشاة رزافة 3994 نسمة، منهم 2067 رجل و1927 امرأة.